# Луг (Яворівський район)
Луг — село в Україні, у Яворівському районі Львівської області. Населення становить 147 осіб. Орган місцевого самоврядування — Яворівська міська рада.